# Золотарёво (Закарпатская область)
Золотарёво (укр. Золотарьово, венг. Ötvösfalva) — село в Драговской сельской общине Хустского района Закарпатской области Украины.
Население по переписи 2001 года составляло 4266 человек. Почтовый индекс — 90441. Телефонный код — 3142. Код КОАТУУ — 2125383201.

## Известные люди
В селе родились первый закарпатский академик (член-корреспондент Венгерской АН) Василий Довгович и украинский художник Михаил Деяк.